# Peter Wright (fléchettes)
Pour les articles homonymes, voir Peter Wright et Wright.
Peter Wright, né le 10 mars 1970, est un joueur de fléchettes écossais. En 2020, il devient champion du monde en dominant en finale Michael van Gerwen, sur le score de 7 à 3. Il remporte une seconde fois le championnat du monde en 2022.
Bien qu'ayant passé la majeure partie de sa jeunesse dans la comté de Suffolk, en Angleterre, il représente son pays de naissance, l'Écosse.

## Carrière

### 2019: vainqueur de la World Cup of Darts
Peter Wright, alors no 3 mondial, connaît une élimination prématurée au second tour du championnat du monde (en), au cours duquel il s'incline face à l'Espagnol Toni Alcinas (en) 3 sets à 1. Il se classe 8e de la Premier League, après avoir battu seulement Raymond van Barneveld et le joueur invité Steve Lennon (en) au cours du tournoi. Représentant l'Ecosse et associé à Gary Anderson, il remporte la World Cup of Darts (en) aux dépens de l'Irlande avant de s'imposer lors des German Darts Masters (en) au terme d'une victoire face à Gabriel Clemens (en), signant sa deuxième victoire dans le tournoi en trois ans.
Wright atteint ensuite la finale de la Champions League of Darts (en), où il s'incline 10-11 devant Michael van Gerwen après avoir mené 10-7. Wright est à nouveau défait en finale du Grand Slam of Darts (en), cette fois par le Gallois Gerwyn Price.

### 2020  et 2022: champion du monde et vainqueur des Masters
Au second tour du championnat du monde, Wright évite de peu une élimination précoce en réalisant notamment une volée de 162 suivie d'un checkout de 140 face au Philippin Noel Malicdem (en), qui manque une fléchette de match au bullseye. Wright domine ensuite Seigo Asada (en), Jeffrey de Zwaan (en) et Luke Humphries pour atteindre les demi-finales. Dans une confrontation tendue avec Gerwyn Price, l’Écossais s'impose 6-3 et rejoint Michael van Gerwen en finale. Alors qu'il avait dû s'incliner dans 10 des 11 finales de tournois majeurs qu'il avait disputées jusqu'à présent, Wright s'impose face au tenant du titre par 7 sets à 3, à l'âge de 49 ans, devenant le second joueur le plus âgé à remporter le Championnat du monde.
Un mois plus tard, Wright remporte les Masters sur le score de 11-10 face à Michael Smith après que ce dernier a manqué trois fléchettes de match dans la dernière manche.
Le 17 décembre 2023, il atteint la finale de la Coupe du monde de fléchettes avec Gary Anderson mais s'incline 10 à 2 face aux joueurs du pays de Galles, Gerwyn Price et Jonny Clayton.